# Предраг Терзић
Предраг Терзић (Краљево, 1984) српски је политичар. Од 2016. обавља функцију градоначелника Краљева. Члан је Српске напредне странке.

## Биографија
Рођен је 1984. у Краљеву. Завршио је Основну школу „Вук Караџић” и природно-математички смер Гимназије Краљево. Дипломирао је у року на Политиколошком одељењу Факултета политичких наука у Београду. Јануара 2011. окончао је мастер студије политиколошких наука, а децембра 2015. одбранио је докторску тезу чиме је стекао научни степен доктора политичких наука. У мају 2023. усавршавао се на Кинеској академији за јавну управу.
После завршетка основних студија радио је више хонорарних послова, а од марта 2012. године био је укључен у рад на научном пројекту Института за политичке студије у Београду. По позиву је предавао на универзитетима у Русији (Државни универзитет у Самари) и Словенији (Универзитет у Марибору), а током 2018. и 2019. налазио се на листи предавача на Високим студијама безбедности и одбране.
Објавио је књигу Слобода у сенци круне: Србија између народне суверености и политичког елитизма, а написао је и више од 40 научних радова. Од домаћих часописа радове је објављивао у Српској политичкој мисли, Годишњаку Факултета политичких наука, Политичкој ревији, Култури полиса, Међународној политици. Министарство просвете, науке и технолошког развоја му је доделило Светосавску награду за 2021. годину.
Предраг Терзић је у четири мандата биран за одборника у Скупштини града Краљева. У претходном периоду био је и заменик председника Скупштине града, шеф Одборничке групе, председник Комисије за статут и управу и председник Административно-мандатске комисије Скупштине града Краљева. Од јануара 2015. до фебруара 2016. волонтерски је обављао посао менаџера Канцеларије народних посланика града Краљева.
Крајем јуна 2016. први пут је изабран је за градоначелника Краљева. Августа 2020. године је реизабран за градоначелника Краљева, а Влада Републике Србије га је 30. октобра 2023. именовала за председника Привременог органа града Краљева. Јануара 2024. године трећи пут је изабран за градоначелника Краљева.